# Cratere Abans
Abans è un cratere sulla superficie di Ariel.